# Шпремберг
Шпремберг или Гродк (њем. Spremberg, длсрп. Grodk) град је у њемачкој савезној држави Бранденбург. Једно је од 30 општинских средишта округа Шпре-Најсе. Према процјени из 2010. у граду је живјело 25.050 становника. Посједује регионалну шифру (AGS) 12071372.

## Географски и демографски подаци
Шпремберг или Гродк се налази у савезној држави Бранденбург у округу Шпре-Најсе. Град се налази на надморској висини од 97 метара. Површина општине износи 180,0 km². У самом граду је, према процјени из 2010. године, живјело 25.050 становника. Просјечна густина становништва износи 139 становника/km².